# Iljf i Petrov
Iljf i Petrov je ime sovjetskog književnog dvojca, kojeg su tvorili; Ilja Iljf (Ilja Arnoldovič Fajnzilberg, ruski: Илья Арнольдович Файнзильберг, 1897. – 1937.)  i Evgenij Petrov (Evgenij Petrovič Katajev, ruski: Евгений Петрович Катаев, 1903. – 1942.).  
Ilja i Evgenij su djelovali netom poslije sovjetske revolucije 1920-ih do sredine 1930-ih. Većinu djela napisali su zajednički, tako da ih se najčešće navodi pod imenom Iljf i Petrov. Svjetsku slavu stekli su svojim satiričkim romanima: Dvanaest stolica i njegovim nastavkom, Zlatno tele. U oba romana poveznica je naslovni lik Ostap Bender, dovitljivi prevarant u potrazi za bogatstvom i lagodnim životom bez rada.
U svojim romanima ismijavaju političke nedorečenosti mladog sovjetskog društva, ali i nešto što bi se moglo nazvati vječnom čovjekovom prirodom, lakomost i glupost koja iz tog proizlazi. Djelovali su u relativno liberalnom dobu sovjetske vlasti, u doba Lenjinovog NEP-a (Nova ekonomska politika), tako da je njihova ponekad vrlo oštra satira tolerirana. Čak i za vrijeme Staljina nitko se više nije osudio skidati ili cenzurirati njihove radove.
Najslavnija rečenica iz Zlatnog teleta, koja opisuje postupke snalažljivog Ostapa Bendera, njegov je moto »Ideje naše, benzin Vaš«.
Oba romana široko su prihvaćena i čitana diljem svijeta. Romani su doživjeli i brojne kazališne i filmske adaptacije, kako u SSSR-u, tako i diljem svijeta.  Jednu od posljednjih po romanu Dvanaest stolica napravio je američki filmski redatelj Mel Brooks.
Nakon velikog uspjeha svoja prva dva romana, Iljf i Petrov su proputovali Sjedinjene Američke Države u vrijeme Velike depresije i svoja zapažanja prenijeli u dva rada; u roman Jednokatna Amerika i novinski esej "Američke fotografije," koji je izlazio u časopisu Ogonjok. U Jednokatnoj Americi nastavili su sa svojim šaljivim stilom iz Zlatnog teleta. Ispod je naveden primjer njihovog oblika satire:
- »Amerika je prvenstveno jedno-dvo-katna zemlja. Većina Amerikanaca živi u malim gradovima, od tri, možda pet, devet, petnaest tisuća stanovnika.«

Iljf je umro od tuberkuloze ubrzo nakon putovanja po Americi, a Petrov je poginuo u zrakoplovnoj nesreći 1942. godine kao ratni izvjestitelj iz Drugog svjetskog rata.

## Djela
- Dvanaest stolica (ruski: Двенадцать стульев, 1928.)
- Zlatno tele (ruski: Золотой теленок, 1931.)
- Jednokatna Amerika (ruski:Одноэтажная Америка, 1937.)

## Vanjske poveznice
- Putovanje Iljfa i Petrova po Americi 1935.
- Američke fotografije: Ceste Prvo poglavlje esejaAmeričke fotografije prevedene i objavljene na engleskom u Cabinet magazine, no. 14.
- O Iljfu i Petrovu, u enciklopediji Sovjetskih književnika